# BBA EL 30
Die Baureihe EL 30 des Betriebes für Bergbauausrüstungen Aue (BBA) bezeichnet eine Elektrolokomotive, die von 1962 bis 1986 gebaut wurde. Insgesamt wurden ca. 173 EL 30 und von der Weiterentwicklung EL 30-1 40 Stück für den Bergbaubetrieb 9 der SDAG Wismut gebaut.

## Entwicklung

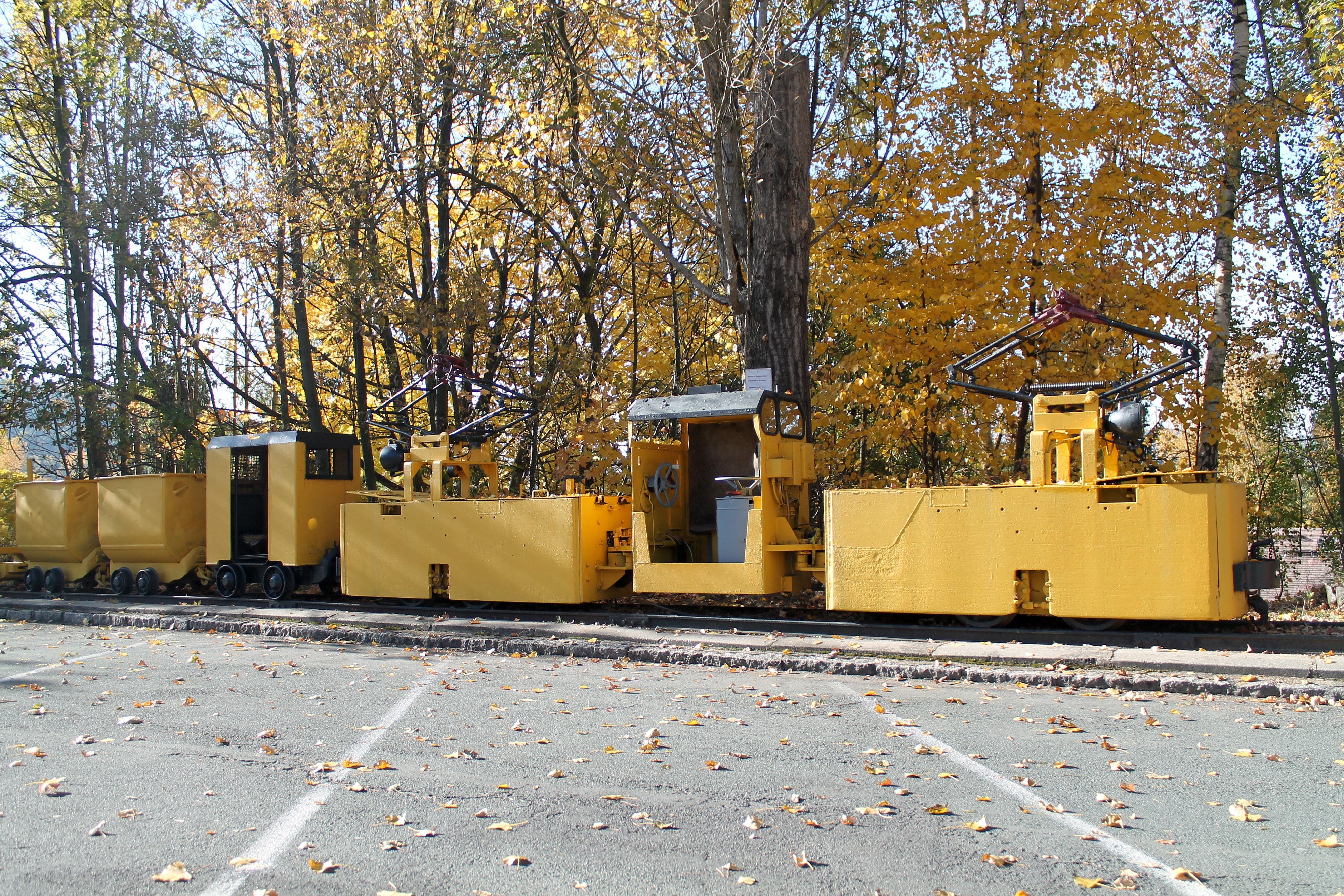
EL 30 T

Der Ursprung dieser Loks ist unbekannt. Wahrscheinlich geht ihre Entwicklung auf eine Serie in Johanngeorgenstadt eingesetzter Fahrdrahtloks zurück. Hintergrund für ihre Entwicklung war der Bedarf an leistungsfähigen Loks, mit denen in dem flächenmäßig großen Grubenfeld, bei aber teilweise engen und kurvenreichen Profilen schnell große Massen befördert werden können. Sie fungierten auch als Spender für die später gefertigten EL 30 T.

## Konstruktive Merkmale

### Mechanik
In der Grundkonzeption entspricht die Lokomotive der B 360. Sie besaß einen unten geschlossenen Außenrahmen, der die tragende Konstruktion darstellte und einen Endführerstand. Ausgeführt wurde sie mit einem geschweißten Rahmen. Der im Gegensatz zur B 360 etwas höhere Rahmen trug auf einem Portal den Stromabnehmer. Als Feststellbremse verfügte sie über eine Handhebelbremse.

### Elektrik
Angetrieben wurde jede Achse mit einem Tatzlagerfahrmotor. Gesteuert wurden die parallel geschalteten Gleichstrom-Reihenschlussmotoren über Widerstände. Mit dem Nockenfahrschalter können die Fahr- und Bremsstufen ausgewählt werden. Neben der mechanischen Feststellbremse verfügte sie über eine elektrische Widerstandsbremse. Die Lok verfügt über eine in den Fahrschalter integrierte Totmannschaltung, die mit dem linken Fuß betätigt wird. Sie dient dem Arbeitsschutz, indem sie verhindert, dass die Lok bedient wird, während der Lokführer sich außerhalb des Führerhauses befindet. Aufgrund des eingeschränkten Lichtraumes unter Tage hatte diese Arbeitsweise immer wieder zu schweren oder tödlichen Arbeitsunfällen geführt.

## EL 30 T
Die EL 30 T (T=Tandem) bestand aus zwei miteinander gekoppelten EL 30, die mit dem Führerhaus einer BBA B 660 kombiniert wurden. Die Führerstände der EL 30 wurden entfernt und mit Blechen abgedeckt.
Eine Abwandlung dieser Tandemlok war die Verbundlokomotive FA 860, bei der eine EL 30 mit einer BBA B 360 kombiniert wurde und die sowohl im Akku- als auch im Fahrdrahtbetrieb eingesetzt werden konnte.